# Мусаєв Леон Наріманович
Леон Наріманович Мусаєв (рос. Лео́н Нарима́нович Муса́ев, нар. 25 січня 1999, Санкт-Петербург, Росія) — російський футболіст, півзахисник клубу «Рубін».

## Ігрова кар'єра

### Клубна
Леон Мусаєв є вихованцем футбольної академії пітерського «Зеніта». З 2016 року футболіста було внесено до заявки першої команди. В серпні того року футболіст дебютував у складі «Зеніт-2» у турнірі ФНЛ.
У 2019 році тренер головної команди Сергій Семак перевів півзахисника до першої команди і 21 лютого у матчі 1/16 фіналу Ліги Європи проти турецького «Фенербахче» Мусаєв вперше вийшов на поле у складі головної команди. Його дебют у чемпіонаті країни відбувся 14 квітня в домашньому матчі проти «Анжі».
У січні 2021 року Леон Масуєв перейшов до казанського «Рубіна», з яким підписав контракт на п'ять років.

### Збірна
Леон Мусаєв виступав за юнацькі збірні Росії. У 2019 році провів три гри у складі молодіжної збірної Росії.

## Титули
Зеніт
 Чемпіон Росії (2): 2018/19, 2019/20
 Переможець Кубка Росії: 2019/20
 Переможець Суперкубка Росії: 2020
Рубін
- Переможець Першої ліги: 2022/23